# Палестинский фунт Англо-Палестинского банка
Палестинский фунт (араб. جُنَيْه فِلَسْطَينِيّ‎, ивр. לירה ארץ ישראלית‎, англ. Palestine pound) — денежная единица Израиля в 1948—1952 годах.

## История
C 1927 года денежной единицей британской подмандатной территории Палестина был палестинский фунт, выпускавшийся Валютным советом Палестины и приравненный к фунту стерлингов.
В мае 1948 года, с окончанием британского мандата, Валютный совет Палестины прекратил эмиссию и в 1952 году был упразднён.
8 августа 1948 года Англо-Палестинский банк выпустил в обращение новые банкноты в палестинских фунтах для Израиля.
Англо-Палестинский банк не выпускал разменных монет, а также банкнот мелких номиналов. В связи с нехваткой мелких денег в обращении в 1948 году Министерством финансов начата чеканка новых разменных монет, а также выпущены бумажные разменные денежные знаки.
Привязка палестинского фунта к фунту стерлингов была сохранена.
Первоначально номинал монет и разменных знаков указывался в милях (מיל), а с 1950 года номинал разменных монет указывается в прутах (פרוטה).
В 1952 году были выпущены разменные денежные знаки Министерства финансов нового образца.
Палестинский фунт был заменён 1:1 на израильский фунт, выпуск которого был начат 9 июня 1952 года.

## Монеты и банкноты
Чеканились монеты в 25 милей, 1, 5, 10, 25, 50, 100, 250 прут. Была также отчеканена, но не выпущена в обращение монета в 500 прут.
Выпускались банкноты:
- Англо-Палестинского банка: 500 милей, 1, 5, 10, 50 фунтов;
- Министерства финансов: 50, 100 милей, 50, 100 прут[3].

### Галерея

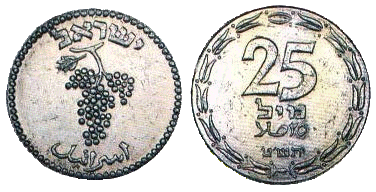
25 милей 1949 года
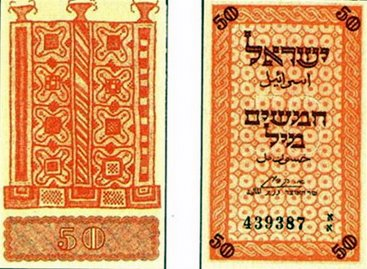
50 милей 1948 года, разменный денежный знак Министерства финансов
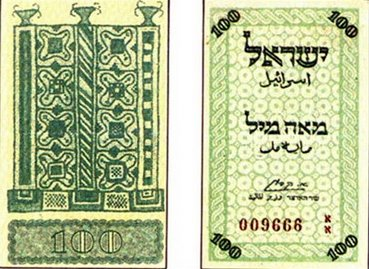
100 милей 1948 года, разменный денежный знак Министерства финансов
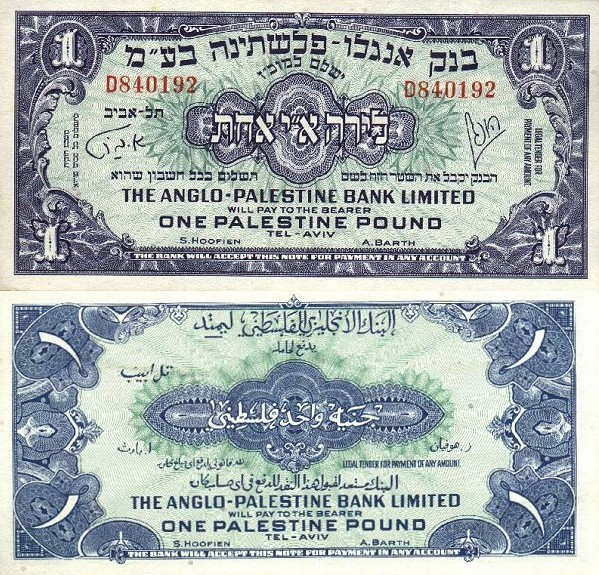
1 фунт 1948 года
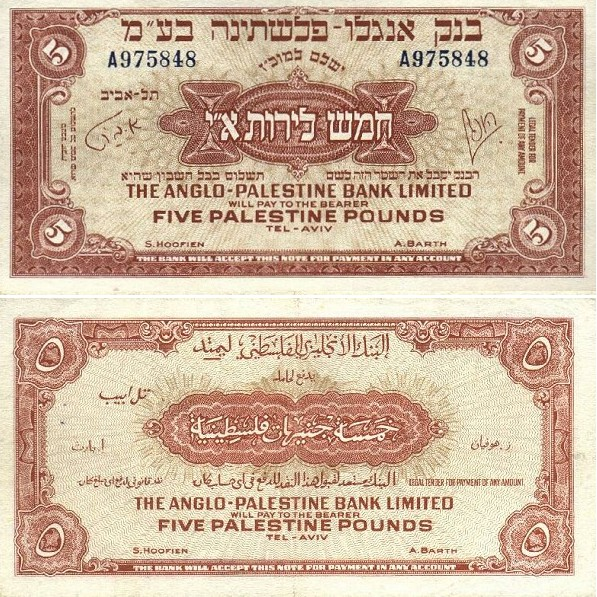
5 фунтов 1948 года
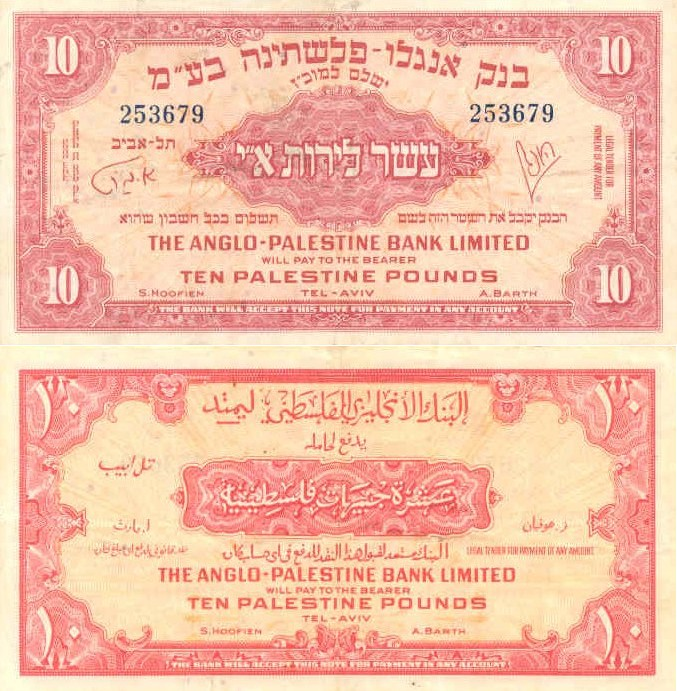
10 фунтов 1948 года
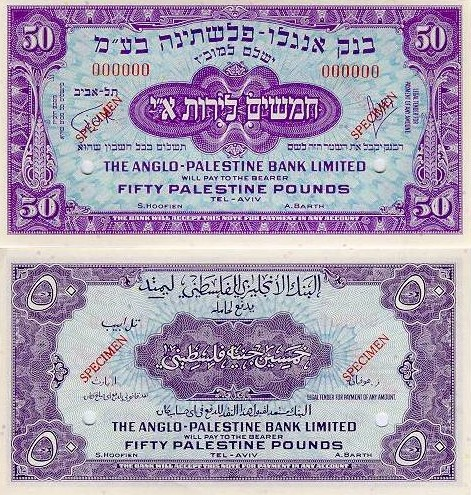
50 фунтов 1948 года